# Marta Hillers
Marta Hillers (26 de mayo de 1911 en Krefeld, Imperio alemán-16 de junio de 2001 en Basilea, Suiza) fue una periodista alemana y autora del libro autobiográfico Eine Frau in Berlin (Una mujer en Berlín), su diario desde el 20 de abril al 22 de junio de 1945 en Berlín (durante la Batalla de Berlín). El libro narra su experiencia como víctima de las violaciones durante la ocupación del Ejército Rojo.

## Biografía
Hillers estudió en la Sorbona y luego viajó extensivamente por Europa. Hablaba francés y ruso además de alemán. Fue periodista profesional y se hizo un nombre como propagandista nazi. En 1945, quedó atrapada en Berlín mientras los soviéticos invadían la ciudad.
De acuerdo a sus memorias, que fueron anónimamente publicadas en 1954 en inglés, fue violada reiteradas veces por integrantes del Ejército Rojo. El diario fue escrito durante la caída de Berlín y difiere en cierta medida con la versión publicada posteriormente. El escritor alemán Kurt Marek, publicó el libro en los Estados Unidos.
Hillers se casó en la década de 1950, tras lo cual se mudó a Suiza, a la región francófona de Ginebra. Luego de la publicación del diario en alemán, en 1959, abandonó el periodismo. El libro provocó una controversia, debido a su posible uso con fines de propaganda durante la Guerra Fría. Sin embargo, no obtuvo un buen nivel de ventas, tal vez porque se consideró que el trabajo de Hillers avergonzaba a las mujeres alemanas, o porque no generó un lazo emocional con los lectores de la época. También es posible que el público alemán no estuviera listo aún para revivir esa parte dolorosa de su historia.
Después de haber sido acusada de dañar el honor de las mujeres alemanas y de la agitación de propaganda anti- comunista, Marta Hillers rechazó cualquier ulterior publicación de su diario. Solo después de su muerte en junio de 2001, a la edad de 90 años, Eine Frau in Berlin pudo volver a ser publicado. El libro se convirtió en un éxito de ventas en 2003, dado el mayor interés por las condiciones sociales de la época.
Jens Bisky, el editor literario del Süddeutsche Zeitung, escribió en 2003 que Hillers podía haber sido la autora anónima de "Eine Frau in Berlin", mencionando que trabajó como periodista durante la era nazi, y que realizó propaganda para el Tercer Reich escribiendo un folleto de reclutamiento para la marina, pero que probablemente no formaba parte del partido.
Marek señaló en su epílogo que el libro estaba basado en un documento escrito por él mismo basado a su vez en las notas manuscritas que estaban en posesión de su esposa. Durante las revelaciones de Bisky en 2003, Christian Esch del Berliner Zeitung señaló diferencias entre las ediciones y las notas de Marek y postuló que el diario debía ser examinado por expertos para ser aceptado como un trabajo totalmente auténtico.
Posteriormente, una comparación de las notas de Marek y del diario realizada por Walter Kempowski en nombre de la editorial, señaló la autenticidad de la obra publicada. El historiador británico Antony Beevor, autor de una obra magistral sobre la Batalla de Berlín, confirmó la autenticidad de "Eine Frau in Berlin" comparando su contenido con su profundo conocimiento del período y con otras fuentes primarias que acumuló durante su investigación.
En 2008, Max Färberböck realizó una película basado en el diario de Hillers, Anonyma - Eine Frau in Berlin, que fue lanzado en Alemania.
El libro señala el alcance indiscutible de las violaciones en Berlín, como lo demuestran también los documentos de los hospitales de la época, que se mencionan unos 100.000 casos. Se estima que 2 millones de mujeres fueron víctimas de violaciones en Alemania durante el período de la ocupación del Ejército Rojo.